# Dolmen bei Saint-Michel-de-Llotes

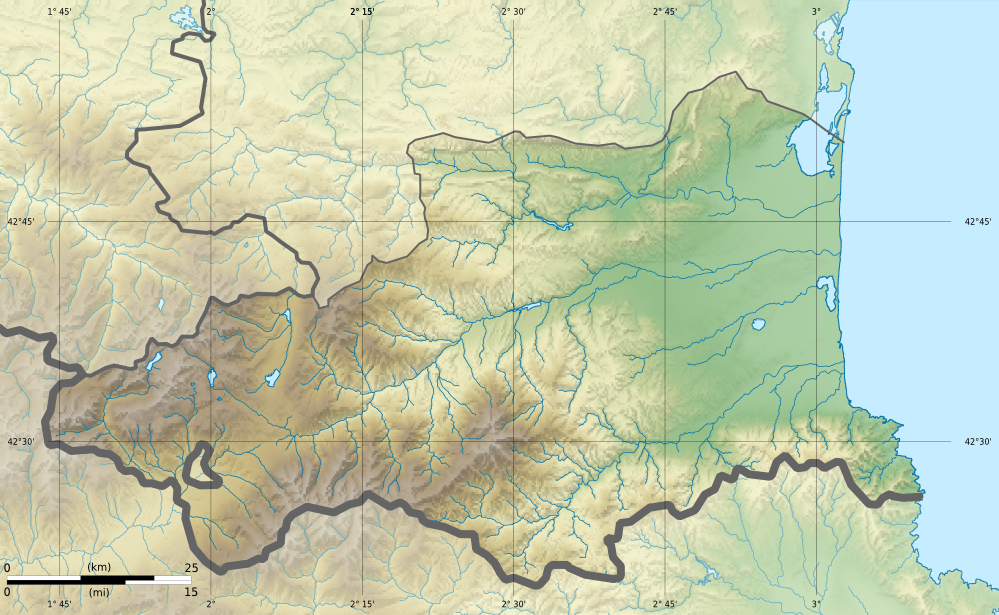
Das Département Pyrénées-Orientales

Die Dolmen bei Saint-Michel-de-Llotes liegen auf dem Gipfel des Serrat d’En Jacques, einem Hügel im südöstlichen Gemeindegebiet von Saint-Michel-de-Llotes, an der Grenze zu Caixas, westlich von Perpignan, im Département Pyrénées-Orientales in Südfrankreich und gehören zum Typ Dolmens du Roussillon. Die „Dolmen mit Gang (französisch Dolmen à couloir“) und ihre plattformartigen Steinhügel wurden im Jahr 1996 von Jean-Phillipe Bocquenet ausgegraben und restauriert. Dolmen ist in Frankreich der Oberbegriff für Megalithanlagen aller Art (siehe: Französische Nomenklatur).

## Dolmen des Creu de la Llosa

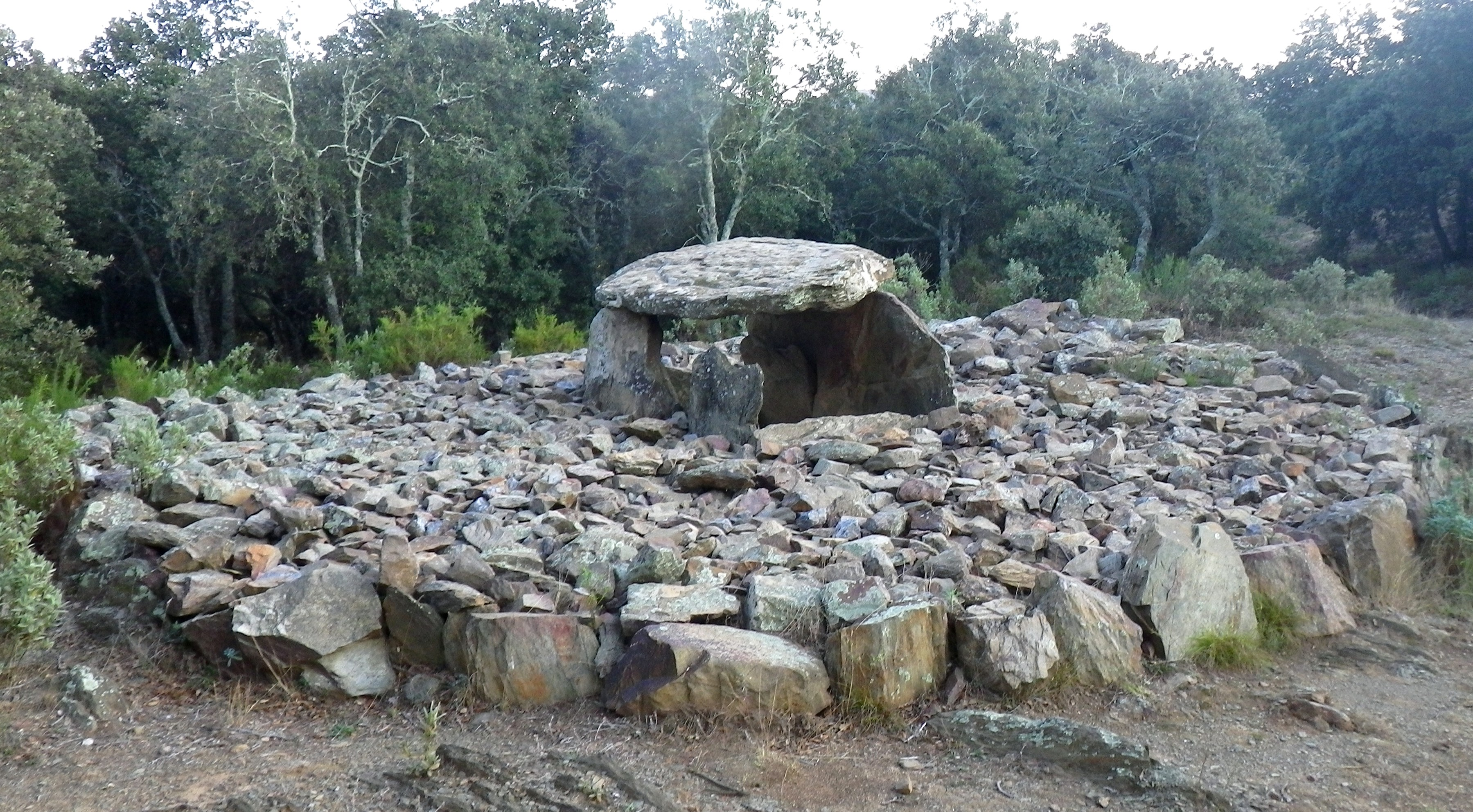
Creu de la Llosa oder Dolmen de la creu Falibe

Der auch Dolmen du Creu de la Falibe genannte Dolmen befindet sich in einem etwas unrunden Steinhaufen aus Schieferbrocken von neun Meter Durchmesser, der von großen Randsteinen gefasst wird. (Lage) Der Südost-Nordwest orientierte Dolmen besteht aus zwei parallelen Tragsteinreihen, die eine Deckenplatte von 1,95 m × 1,3 m tragen. Deren Dicke variiert zwischen 15 und 25 cm. Die rechteckige Kammer ist etwa 2,0 m lang und 0,9 m breit und hoch. Die Nordostseite besteht aus zwei Platten. Eine ist 1,0 m lang und 0,6 m hoch. Die zweite ist 0,9 m lang und auf einer Höhe von 0,3 m abgebrochen. Die andere Seite besteht aus drei 1,0 m hohen Platten, die 0,97, 0,73 und 1,2 m lang sind und wahrscheinlich das Ergebnis der Spaltung einer einzigen Platte darstellen. Sie überlappen einander im mittleren Bereich. Die Endplatte im Norden ist 1,24 m lang. Ihre Höhe beträgt als Folge absichtlicher Zerstörung 0,5 m. Sie ist breiter als die Kammer und im Steinpodest integriert. Auf der Südseite wird die Kammer durch eine 1,3 m lange, schräg angesetzte Platte nicht völlig geschlossen. Sie hat eine geringere Höhe als die Seitentragsteine. Die sechs Tragsteine haben Dicken zwischen 10 und 20 cm.
Die Deckenplatte hat auf ihrer Oberfläche etwa 135 Schälchen (französisch Pierres aux écuelles oder pierre à cupules), meist mit Durchmessern zwischen zwei und acht Zentimetern. Das größte Schälchen hat 14 cm Durchmesser und ist 8 cm tief. Zwei tiefe lange Rillen verbinden eine Anzahl von Schälchen miteinander. Gruppen von Schalen sind kreuzförmig durch Rillen verbunden, auch rillenförmige Kreuzdarstellungen sind zahlreich vorhanden.
Der Dolmen wurde vor langer Zeit geplündert. Die im Steinpodest gefundenen Keramikscherben haben Nutzungen während der Bronzezeit (1500–850 v. Chr.) ergeben. Fragmente von Terra Sigillata deuten auf eine lokale Präsenz während der römischen Zeit.

## Dolmen von Serrat d’En Jacques

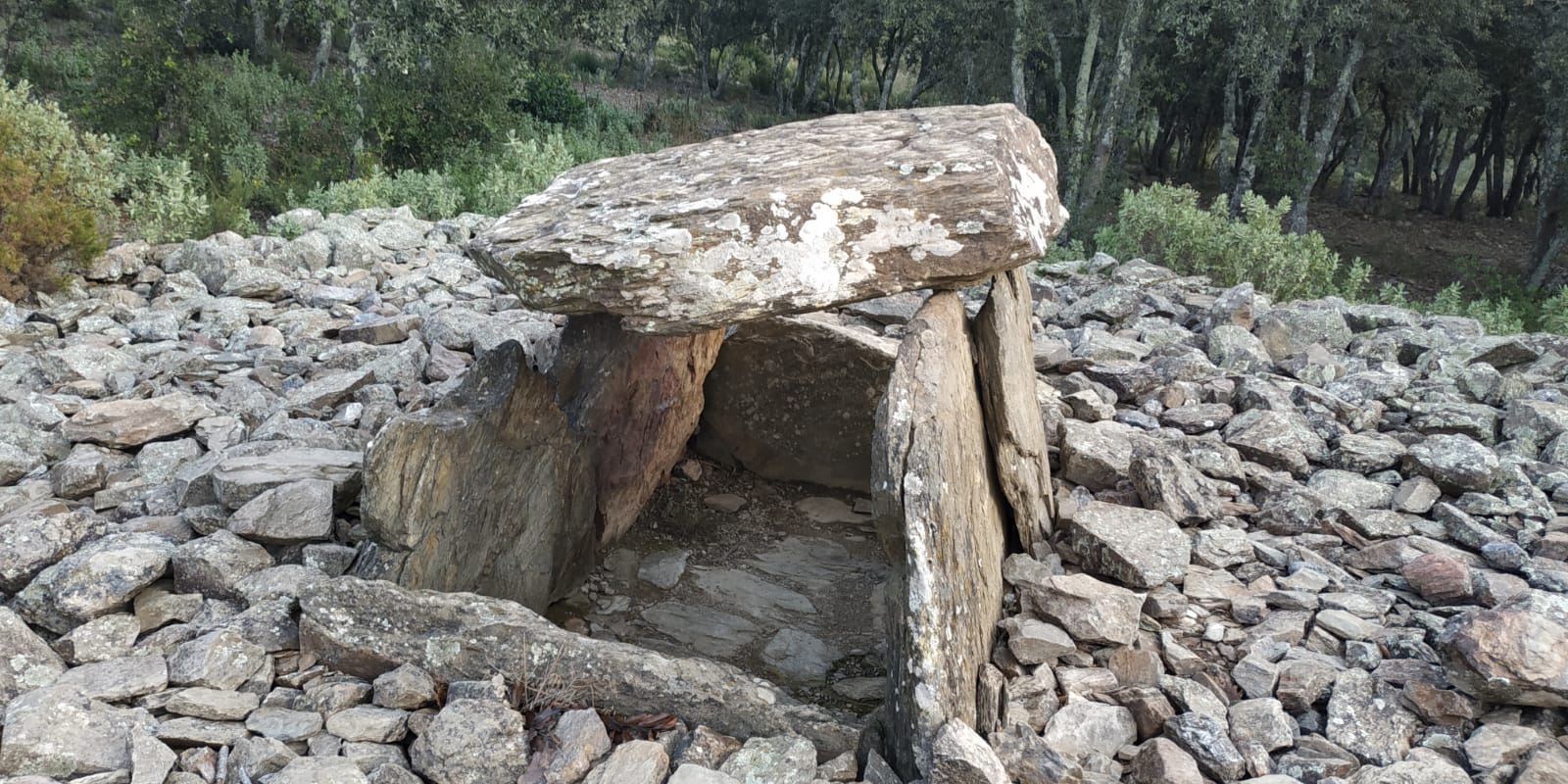
Dolmen von Serrat d’En Jacques

Das „En“ (oder „en“) im Namen ist die männliche Form einer Person. Bei „En Jacques“ handelt es sich um einen Mann namens „Jacques“. „Na“ ist dagegen die weibliche Kurzform von „Dona“ auf Katalanisch und findet sich unter anderem beim Dolmen Na Cristiana.
Der Dolmen befindet sich in einem etwas unrunden Cairn aus Schieferbrocken von 10 Metern Durchmesser, der von Randsteinen gefasst wird. (Lage) Die leicht trapezoide Kammer besteht aus zwei Reihen von je drei Tragsteinen. Der Südost-Nordwest orientierte Dolmen hat eine Kammerhöhe von etwa 1,2 m. Die Ostwand der Kammer hat eine Länge von 2,3 m und die Westwand eine von 2,15 m. Die Plattendicke liegt zwischen 10 und 20 cm. Der Endstein im Norden ist niedriger als die Seitenwände und hat eine Breite von 65 cm. Der im Südosten liegende Zugang, wird durch zwei kleinere Platten verschlossen, die eine Linie bildeten, bevor sie zerbrachen. Die Kammer wird im Süden von einem 2,5 Meter langen seitlich aus Trockenmauerwerk gebildeten, mit großen Platten ausgelegten Gang verlängert, der bis zum Rand des Cairns verläuft.
Die Kammer ist im vorderen Teil durch eine große Platte abgedeckt. Eine Platte, die dazu gedient haben kann den hinteren Kammerbereich abzudecken, liegt auf dem Cairn. Auf der Platte sind ein Schälchen von 15 cm Durchmesser und eine Reihe unregelmäßig verteilter kleinerer Schälchen erkennbar, die natürlichen Ursprungs sein können. Der Gang hatte keine Abdeckung. Derzeit ist unklar, ob die Anlage länger war. Es kann sein, dass der Dolmen ursprünglich auch den Flurbereich umfasste und die Restaurierung dieses Bereichs als Gang riskant ist.
Die Ausgrabung von P. Pönisch lieferte Keramik der Glockenbecherkultur und der Bronzezeit. In der Kammer wurden zwei Tassen mit 11 cm Durchmesser gefunden. Eine ist kugelförmig mit Griff und 9 cm hoch. Die Keramiken entstanden zwischen dem Beginn der Kupferzeit (2500 v. Chr.) und der mittleren Bronzezeit (1100 v. Chr.), aus der zwei kleine Bronzeringe gefunden wurden.

## Dolmen Al Fournas
Der Dolmen Al Fournas (auch Dolmen von Puig del Fornas genannt) wurde im Jahre 1976 entdeckt und war im selben Jahr Gegenstand einer Rettungsgrabung durch Henry Vogt. Der Dolmen befindet sich in einem stark unrunden Cairn von sechs Metern Durchmesser aus zwei Ebenen unterschiedlich großer Schieferbrocken, der von Randsteinen und Platten gefasst war. (Lage) Die Zwischenräume sind durch Trockenmauerwerk gefüllt. Die Nord-Süd orientierte Allée couverte hat eine nahezu rechteckige Kammer mit einer Länge von zwei Metern, einer Breite von 0,7 m und einer Höhe von 1,0 m. Der gedeckte Bereich besteht auf der Westseite aus einer großen Platte und auf der Ostseite aus zwei Platten. Vom Zugang, der aus einen Meter hohen Steinen (Kammerhöhe) besteht, sind fünf erhalten und etwa ebenso viele fehlen. An der Rückseite der Kammer sind die Steine nach hinten verkippt. Die Kammer wird von zwei großen Schieferplatten bedeckt. Die vordere Deckenplatte hat zahlreiche Schälchen. Zwei Gruppen von vier Schälchen sind durch Linien zu zwei Kreuzen verbunden. Der Gang mit einer Länge von über drei Metern besteht aus mehreren vertikalen Platten mit der gleichen Höhe wie die Tragsteine der Kammer. Ihre Zwischenräume sind aus Trockenmauerwerk.
Die Keramik-Fragmente, die während der Ausgrabung im Cairn gefunden wurden, entsprechen denen in der Kammer. Die meisten wurden im hinteren Teil der Kammer gefunden. Sie gehören zu einem großen Krug mit Griff und einem Gefäß der mittleren Bronzezeit (1200–1000 v. Chr.), als eine Nachnutzung des Dolmens stattfand. Das Fragment mit einer Tülle datiert aus dem Mittelalter.